# Stångtjärnen (Grangärde socken, Dalarna)
Stångtjärnen är en sjö i Ludvika kommun i Dalarna och ingår i Dalälvens huvudavrinningsområde.